# Partenavia P.59
Le Partenavia P.59 était un avion biplace d'école italien qui ne fut pas construit en série.

## Historique
À la fin des années 1950 l'Aéro-Club d'Italie lança un concours visant à renouveler le parc des avions école des clubs nationaux. Le programme manquait d'ambition (biplace côte-à-côte, aile haute et train classique fixe, puissance limitée à 100 ch avec une charge alaire ne dépassant pas 45 kg/m2…) et deux projets seulement furent proposés, le Partenavia P.59 à aile haute contreventée et l'Aviamilano P.19 Scricciolo. Ce dernier, monoplan à aile basse, fut finalement jugé plus moderne et commandé à 50 exemplaires. Un seul P.59 fut donc construit.